# لويز ر. إس. سيمونز
لويز ر. إس. سيمونز (بالإنجليزية: Luiz R. S. Simmons)‏ هو محامي وسياسي أمريكي، ولد في 27 يناير 1949 في وينشستر في الولايات المتحدة. حزبياً، نشط في الحزب الديمقراطي. وقد انتخب عضو مجلس النواب لولاية ماريلند.